# Los que se quedan
Los que se quedan (título original en inglés: The Holdovers) es una película de comedia dramática estadounidense de 2023 dirigida por Alexander Payne y escrita por David Hemingson y protagonizada por Paul Giamatti, Da'Vine Joy Randolph y Dominic Sessa. Ambientada en 1970, cuenta la historia de un profesor cascarrabias de historia en un internado de Nueva Inglaterra que se ve obligado a cuidar a cinco estudiantes que no tienen adónde ir durante las vacaciones de Navidad.
The Holdovers se estrenó en el 50.º Festival de Cine de Telluride el 31 de agosto de 2023. Se estrenó en cines seleccionados de Estados Unidos el 27 de octubre de 2023, seguido de un estreno generalizado el 10 de noviembre de 2023 por Focus Features. Recibió buenas reseñas críticas, con especiales elogios dirigidos a las actuaciones principales.
Fue elegida una de las diez mejores películas de 2023 por el National Board of Review y el American Film Institute, y recibió numerosos premios, incluido el Globo de Oro a la mejor actriz de reparto (Randolph) y al mejor actor en una película musical o comedia (Giamatti). También recibió cinco nominaciones a los Premios Óscar, incluidas Mejor Película, Mejor Actor para Giamatti, Mejor Actriz de Reparto para Randolph, y siete nominaciones a los Premios de Cine de la Academia Británica, incluidas Mejor Película y Mejor Director.

## Sinopsis
Diciembre de 1970; Paul Hunham es un autoritario profesor de historia en la Barton Academy, un internado de Nueva Inglaterra en el que estudió con una beca. Sus alumnos y colegas profesores le desprecian por sus calificaciones brutalmente honestas, su personalidad difícil y por enseñar empleando el tradicionalismo. El director de Barton, Woodrup, regaña a Hunham por haberle costado a la academia un donante importante al suspender al hijo este, lo que hizo que fuese rechazado en la Universidad de Princeton.
Como sutil castigo, Hunham se ve obligado a supervisar a los cinco estudiantes que, por diversas circunstancias, se quedan en el campus durante las vacaciones, incluido Angus Tully, cuya madre ha cancelado abruptamente un viaje familiar a Saint Kitts para pasar la luna de miel con su nuevo marido. También se queda la jefa de cocina Mary Lamb, quien está de luto por la pérdida de su hijo, exalumno de Barton que acaba de morir con diecinueve años en Vietnam.

## Reparto

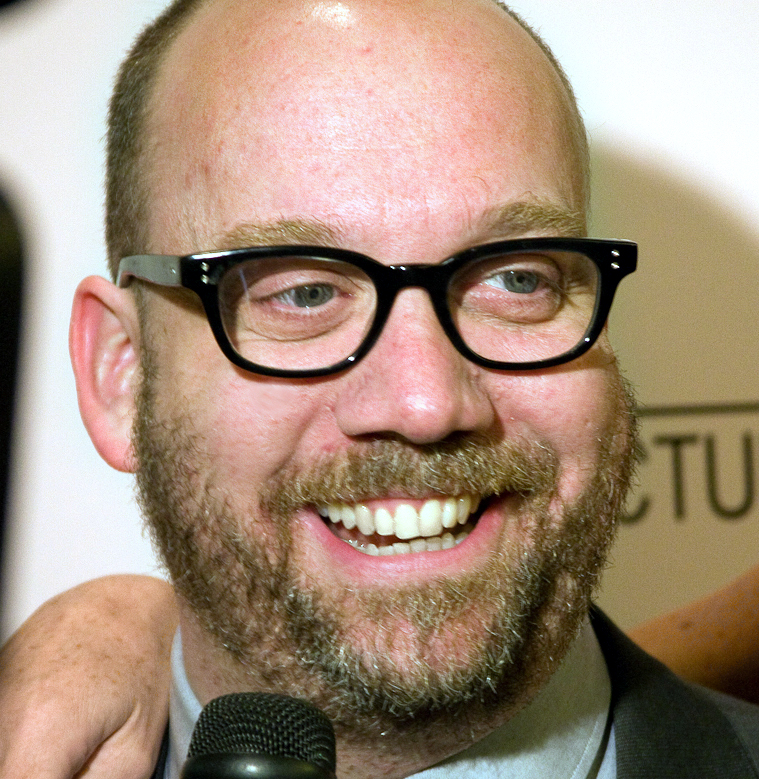
Paul Giamatti interpreta a Paul Hunham, uno de los dos personajes principales de la película.

- Paul Giamatti como Paul Hunham, profesor de estudios clásicos en el internado Barton Academy.
- Dominic Sessa como Angus Tully, estudiante de Barton que se queda en el campus durante las vacaciones de Navidad.
- Da’Vine Joy Randolph como Mary Lamb, jefa de cocina de Barton y madre de un exestudiante de Barton fallecido en la guerra.
- Carrie Preston como Lydia Crane, profesora en Barton.
- Brady Hepner como Teddy Kountze, el enemigo de Angus; otro de los estudiantes «abandonados» por Navidad.
- Ian Dolley como Alex Ollerman, hijo de misioneros mormones; otro abandonado.
- Jim Kaplan como Ye-Joon Park, estudiante coreano; otro abandonado.
- Michael Provost como Jason Smith, el quarterback del equipo de fútbol de Barton; otro abandonado.
- Andrew Garman como el Dr. Hardy Woodrup, director de la Academia Barton.
- Naheem Garcia como Danny, conserje de Barton.
- Stephen Thorne como Thomas Tully, padre de Angus, internado en una clínica psiquiátrica.
- Gillian Vigman como Judy Clotfelter, madre de Angus.
- Tate Donovan como Stanley Clotfelter, padrastro de Angus.
- Darby Lily Lee-Stack como Elise, sobrina de la profesora Crane.

## Producción
The Holdovers es la segunda colaboración entre el director Alexander Payne y el actor Paul Giamatti después de Entre copas (2004). Payne concibió el concepto de la película después de ver la película Merlusse, de Marcel Pagnol, de 1935, y se puso en contacto con David Hemingson para escribir el guion, que originalmente era una muestra de escritura para un piloto de televisión. En junio de 2021, Miramax adquirió los derechos de distribución. A principios de 2022, Da’Vine Joy Randolph y Carrie Preston se unieron al elenco.
El rodaje comenzó en Massachusetts el 27 de enero de 2022. La directora de localizaciones Kai Quinlan, quien anteriormente trabajó en otras películas ambientadas en Nueva Inglaterra como Spotlight y Black Mass, se basó en su educación en Massachusetts para la película. Para la ficticia Barton Academy, el equipo filmó en localizaciones de cinco escuelas reales de Massachusetts: Groton, Northfield Mount Hermon, Deerfield Academy, St. Mark’s School y Fairhaven High School. Dominic Sessa, que protagonizó su primer papel cinematográfico como Angus, había asistido a Deerfield en la promoción de 2022. La película también se rodó en los teatros históricos Somerville y Orpheum, y en el Boston Common. Payne dijo más tarde que capturar la estética de la década de 1970 fue relativamente fácil, porque «el cambio llega lentamente a Nueva Inglaterra».

## Estreno
El 11 de septiembre de 2022 se realizó una proyección especial de la película para compradores; al día siguiente, se informó que Focus Features había adquirido los derechos de distribución por 30 millones de dólares. Originalmente, la película estaba programada para un estreno limitado en cines el 10 de noviembre de 2023, seguido de una expansión al estreno general el 22 de noviembre. Sin embargo, se actualizó a un estreno limitado el 27 de octubre de 2023, seguido de un estreno general el 10 de noviembre de 2023.
El estreno mundial de The Holdovers se llevó a cabo en el 50.º Festival de Cine de Telluride el 31 de agosto de 2023. También se proyectó en el Festival Internacional de Cine de Toronto de 2023 el 10 de septiembre de 2023, donde quedó en segundo lugar del premio People’s Choice. También fue invitada al 28.º Festival Internacional de Cine de Busan en la sección Icon y se proyectó el 7 de octubre de 2023.

## Recepción crítica
Los que se quedan ha recibido una recepción por parte de la crítica excelente. En el sitio agregados de críticas, Rotten Tomatoes, tiene un índice de aprobación del 97% y el consenso por parte de la crítica dice lo siguiente: «The Holdovers, una película agridulce, supone un satisfactorio regreso a la forma para el director Alexander Payne.»
En España, la recepción ha sido igualmente muy positiva. Los medios españoles han señalado que la película es «un clásico navideño instantáneo».

## Premios y nominaciones
| Premio                                                           | Fecha                    | Categoría                                    | Nominado(a)          | Resultado  | Ref.   |
| ---------------------------------------------------------------- | ------------------------ | -------------------------------------------- | -------------------- | ---------- | ------ |
| Festival Internacional de Cine de Toronto                        | 17 de septiembre de 2023 | Premio del Público                           | The Holdovers        | Subcampeón | [ 27 ] |
| Heartland International Film Festival                            | 5 de octubre de 2023     | Pioneering Spirit: Rising Star Award         | Dominic Sessa        | Ganador    | [ 28 ] |
| Montclair Film Festival                                          | 30 de octubre de 2023    | Premio del Público - Largometraje de Ficción | The Holdovers        | Ganadora   | [ 29 ] |
| Premios Gotham                                                   | 27 de noviembre de 2023  | Mejor actuación de reparto                   | Da'Vine Joy Randolph | Nominada   | [ 30 ] |
| San Diego International Film Festival                            | 22 de octubre de 2023    | Premio del Público - Mejor Película de Gala  | The Holdovers        | Ganadora   |        |
| Celebration of Cinema & Television                               | 4 de diciembre de 2023   | Mejor actriz de reparto                      | Da'Vine Joy Randolph | Ganadora   | [ 31 ] |
| Festival Internacional de Cine de Santa Bárbara                  | 10 de febrero de 2024    | Virtuoso Award                               | Da'Vine Joy Randolph | Ganadora   | [ 32 ] |
| New York Film Critics Circle Awards                              | 30 de noviembre de 2023  | Mejor actriz de reparto                      | Da'Vine Joy Randolph | Ganadora   | [ 33 ] |
| National Board of Review                                         | 6 de diciembre de 2023   | 10 Películas más Destacadas                  | The Holdovers        | Ganadora   | [ 34 ] |
| National Board of Review                                         | 6 de diciembre de 2023   | Mejor actor                                  | Paul Giamatti        | Ganador    | [ 34 ] |
| National Board of Review                                         | 6 de diciembre de 2023   | Mejor actriz de reparto                      | Da'Vine Joy Randolph | Ganadora   | [ 34 ] |
| National Board of Review                                         | 6 de diciembre de 2023   | Mejor guion original                         | David Hemingson      | Ganador    | [ 34 ] |
| American Film Institute Awards                                   | 7 de diciembre de 2023   | Top 10 Películas del Año                     | The Holdovers        | Ganadora   | [ 35 ] |
| Premios de la Asociación de Críticos de Cine de Washington D. C. | 10 de diciembre de 2023  | Mejor película                               | The Holdovers        | Nominada   | [ 36 ] |
| Premios de la Asociación de Críticos de Cine de Washington D. C. | 10 de diciembre de 2023  | Mejor actor                                  | Paul Giamatti        | Nominado   | [ 36 ] |
| Premios de la Asociación de Críticos de Cine de Washington D. C. | 10 de diciembre de 2023  | Mejor actor de reparto                       | Dominic Sessa        | Nominado   | [ 36 ] |
| Premios de la Asociación de Críticos de Cine de Washington D. C. | 10 de diciembre de 2023  | Mejor actuación juvenil                      | Dominic Sessa        | Ganador    | [ 36 ] |
| Premios de la Asociación de Críticos de Cine de Washington D. C. | 10 de diciembre de 2023  | Mejor actriz de reparto                      | Da'Vine Joy Randolph | Ganadora   | [ 36 ] |
| Premios de la Asociación de Críticos de Cine de Washington D. C. | 10 de diciembre de 2023  | Mejor guion original                         | David Hemingson      | Nominado   | [ 36 ] |
| Premios de la Asociación de Críticos de Cine de Washington D. C. | 10 de diciembre de 2023  | Mejor reparto                                | The Holdovers        | Nominada   | [ 36 ] |
| Premios de la Asociación de Críticos de Cine de Boston           | 10 de diciembre de 2023  | Mejor película                               | The Holdovers        | Ganadora   | [ 37 ] |
| Premios de la Asociación de Críticos de Cine de Boston           | 10 de diciembre de 2023  | Mejor actor                                  | Paul Giamatti        | Ganador    | [ 37 ] |
| Premios de la Asociación de Críticos de Cine de Boston           | 10 de diciembre de 2023  | Mejor actriz de reparto                      | Da'Vine Joy Randolph | Ganadora   | [ 37 ] |
| Premios de la Asociación de Críticos de Cine de Boston           | 10 de diciembre de 2023  | Mejor guion original                         | David Hemingson      | Ganador    | [ 37 ] |
| Premios de la Asociación de Críticos de Cine de Los Ángeles      | 10 de diciembre de 2023  | Mejor actuación de reparto                   | Da'Vine Joy Randolph | Ganadora   | [ 38 ] |
| Premios de la Asociación de Críticos de Cine de Chicago          | 12 de diciembre de 2023  | Mejor actor                                  | Paul Giamatti        | Ganador    | [ 39 ] |
| Premios de la Asociación de Críticos de Cine de Chicago          | 12 de diciembre de 2023  | Mejor actriz de reparto                      | Da'Vine Joy Randolph | Ganadora   | [ 39 ] |
| Premios de la Asociación de Críticos de Cine de Chicago          | 12 de diciembre de 2023  | Mejor guion original                         | David Hemingson      | Nominado   | [ 39 ] |
| Premios de la Asociación de Críticos de Cine de Chicago          | 12 de diciembre de 2023  | Artista más prometedor                       | Dominic Sessa        | Nominado   | [ 39 ] |
| Asociación de Críticos de Cine de San Luis                       | 17 de diciembre de 2023  | Mejor película                               | The Holdovers        | Pendiente  | [ 40 ] |
| Asociación de Críticos de Cine de San Luis                       | 17 de diciembre de 2023  | Mejor actor                                  | Paul Giamatti        | Pendiente  | [ 40 ] |
| Asociación de Críticos de Cine de San Luis                       | 17 de diciembre de 2023  | Mejor actor de reparto                       | Dominic Sessa        | Pendiente  | [ 40 ] |
| Asociación de Críticos de Cine de San Luis                       | 17 de diciembre de 2023  | Mejor actriz de reparto                      | Da'Vine Joy Randolph | Pendiente  | [ 40 ] |
| Asociación de Críticos de Cine de San Luis                       | 17 de diciembre de 2023  | Mejor guion original                         | David Hemingson      | Pendiente  | [ 40 ] |
| Asociación de Críticos de Cine de San Luis                       | 17 de diciembre de 2023  | Mejor reparto                                | The Holdovers        | Pendiente  | [ 40 ] |
| Asociación de Críticos de Cine de San Luis                       | 17 de diciembre de 2023  | Mejor banda sonora                           | The Holdovers        | Pendiente  | [ 40 ] |
| Asociación de Críticos de Cine de San Luis                       | 17 de diciembre de 2023  | Mejor película de comedia                    | The Holdovers        | Pendiente  | [ 40 ] |
| Asociación de Críticos de Cine de San Luis                       | 17 de diciembre de 2023  | Mejor montaje                                | Kevin Tent           | Pendiente  | [ 40 ] |
| Florida Film Critics Circle Awards                               | 21 de diciembre de 2023  | Mejor actor                                  | Paul Giamatti        | Pendiente  | [ 41 ] |
| Florida Film Critics Circle Awards                               | 21 de diciembre de 2023  | Mejor actor de reparto                       | Dominic Sessa        | Pendiente  | [ 41 ] |
| Florida Film Critics Circle Awards                               | 21 de diciembre de 2023  | Premio revelación                            | Dominic Sessa        | Pendiente  | [ 41 ] |
| Florida Film Critics Circle Awards                               | 21 de diciembre de 2023  | Mejor actriz de reparto                      | Da'Vine Joy Randolph | Pendiente  | [ 41 ] |
| Florida Film Critics Circle Awards                               | 21 de diciembre de 2023  | Mejor guion original                         | David Hemingson      | Pendiente  | [ 41 ] |
| Premios Independent Spirit                                       | 25 de febrero de 2024    | Mejor actuación de reparto                   | Da'Vine Joy Randolph | Pendiente  | [ 42 ] |
| Premios Independent Spirit                                       | 25 de febrero de 2024    | Mejor actuación innovadora                   | Dominic Sessa        | Pendiente  | [ 42 ] |
| Premios Independent Spirit                                       | 25 de febrero de 2024    | Mejor guion                                  | David Hemingson      | Pendiente  | [ 42 ] |
| Premios Independent Spirit                                       | 25 de febrero de 2024    | Mejor fotografía                             | Eigil Bryld          | Pendiente  | [ 42 ] |
| Astra Film and Creative Arts Awards                              | 6 de enero de 2024       | Mejor película                               | The Holdovers        | Pendiente  | [ 43 ] |
| Astra Film and Creative Arts Awards                              | 6 de enero de 2024       | Mejor director                               | Alexander Payne      | Pendiente  | [ 43 ] |
| Astra Film and Creative Arts Awards                              | 6 de enero de 2024       | Mejor actor                                  | Paul Giamatti        | Pendiente  | [ 43 ] |
| Astra Film and Creative Arts Awards                              | 6 de enero de 2024       | Mejor actor de reparto                       | Dominic Sessa        | Pendiente  | [ 43 ] |
| Astra Film and Creative Arts Awards                              | 6 de enero de 2024       | Mejor actriz de reparto                      | Da'Vine Joy Randolph | Pendiente  | [ 43 ] |
| Astra Film and Creative Arts Awards                              | 6 de enero de 2024       | Mejor guion original                         | David Hemingson      | Pendiente  | [ 43 ] |
| Astra Film and Creative Arts Awards                              | 6 de enero de 2024       | Mejor reparto                                | The Holdovers        | Pendiente  | [ 43 ] |
| Astra Film and Creative Arts Awards                              | 26 de febrero de 2024    | Mejor casting                                | Susan Shopmaker      | Pendiente  | [ 43 ] |
| Astra Film and Creative Arts Awards                              | 26 de febrero de 2024    | Mejor montaje                                | Kevin Tent           | Pendiente  | [ 43 ] |
| Premios Globo de Oro                                             | 7 de enero de 2024       | Mejor película - Comedia o musical           | The Holdovers        | Nominada   | [ 44 ] |
| Premios Globo de Oro                                             | 7 de enero de 2024       | Mejor actor - Comedia o musical              | Paul Giamatti        | Ganador    | [ 44 ] |
| Premios Globo de Oro                                             | 7 de enero de 2024       | Mejor actriz de reparto                      | Da'Vine Joy Randolph | Ganadora   | [ 44 ] |
| Premios de la Crítica Cinematográfica                            | 14 de enero de 2024      | Mejor película                               | The Holdovers        | Nominada   | [ 45 ] |
| Premios de la Crítica Cinematográfica                            | 14 de enero de 2024      | Mejor director                               | Alexander Payne      | Nominado   | [ 45 ] |
| Premios de la Crítica Cinematográfica                            | 14 de enero de 2024      | Mejor actor                                  | Paul Giamatti        | Ganador    | [ 45 ] |
| Premios de la Crítica Cinematográfica                            | 14 de enero de 2024      | Mejor actriz de reparto                      | Da'Vine Joy Randolph | Ganadora   | [ 45 ] |
| Premios de la Crítica Cinematográfica                            | 14 de enero de 2024      | Mejor intérprete joven                       | Dominic Sessa        | Ganador    | [ 45 ] |
| Premios de la Crítica Cinematográfica                            | 14 de enero de 2024      | Mejor reparto                                | The Holdovers        | Nominado   | [ 45 ] |
| Premios de la Crítica Cinematográfica                            | 14 de enero de 2024      | Mejor guion original                         | David Hemingson      | Nominado   | [ 45 ] |
| Premios de la Crítica Cinematográfica                            | 14 de enero de 2024      | Mejor comedia                                | The Holdovers        | Nominado   | [ 45 ] |
| Premios Óscar                                                    | 10 de marzo de 2024      | Mejor película                               | Mark Johnson         | Nominado   | [ 46 ] |
| Premios Óscar                                                    | 10 de marzo de 2024      | Mejor actor                                  | Paul Giamatti        | Nominado   | [ 46 ] |
| Premios Óscar                                                    | 10 de marzo de 2024      | Mejor actriz de reparto                      | Da'Vine Joy Randolph | Ganadora   | [ 46 ] |
| Premios Óscar                                                    | 10 de marzo de 2024      | Mejor guion original                         | David Hemingson      | Nominado   | [ 46 ] |
| Premios Óscar                                                    | 10 de marzo de 2024      | Mejor montaje                                | Kevin Tent           | Nominado   | [ 46 ] |